# Liesberg
Liesberg, appelée en français Irtiémont (mais ce nom n'a plus cours), est une commune suisse du canton de Bâle-Campagne, située à l'extrémité occidentale du district de Laufon.

## Histoire

Vue aérienne (1953)

La région est probablement habitée depuis le paléolithique, comme en témoignent les lames de silex découvertes sur le territoire de la commune sur les pentes du Blauen, de même qu'une villa antique ainsi que des tombes du haut Moyen Âge. 
La commune appartint au domaine de l'abbaye de Saint-Blaise en Forêt-Noire puis à l'évêché de Bâle dès 1271. La première mention écrite du village (alors appelé Liesperch) date de 1281. Comme le reste de la région, la commune de Liesberg base son économie sur l'extraction de minerai de fer, et le travail du bois (la scierie date de 1627).
L'église du village, dédiée aux saints Pierre et Paul, est démolie en 1697 avant d'être reconstruite en 1707. Après la révolution française  (dès 1792 Liesberg fait partie du département du Mont-Terrible), la commune est rattachée au canton de Berne lors du congrès de Vienne de 1815. Par la suite 1880, le village devient un important centre de fabrication de chaux et de ciment jusque dans les années 1980. La commune a rejoint le demi-canton de Bâle-Campagne au début 1994 à la faveur des sous-plébiscites jurassiens. Lors du vote du 5 juillet 1959 les partisans d'un canton du Jura étaient presque aussi nombreux que ceux favorables au statu quo.

## Sources
- (de) Cet article est partiellement ou en totalité issu de l’article de Wikipédia en allemand intitulé « Liesberg BL » (voir la liste des auteurs).
- Daniel Hagmann, « Liesberg » dans le Dictionnaire historique de la Suisse en ligne, version du 4 juillet 2007.